# Côte d'Argent
La Côte d'Argent, también llamada por su nombre turístico Côte Landaise es el nombre que recibe la costa bañada por el océano Atlántico en el golfo de Vizcaya o de Gascuña, de la región de Nueva Aquitania, al suroeste de Francia, que se extiende entre los departamentos de Gironda y de Landas, desde el estuario de Gironda hasta la desembocadura del río Adur, puerta septentrional de la costa Vasca. En esta zona del litoral se encuentran los grandes lagos landeses.

## Origen del nombre
Con el nacimiento - a partir de la segunda mitad del siglo XIX - de la cultura del turismo de las estaciones balnearias francesas, destinado a las clases más acomodadas de Europa, surgieron las iniciativas para distinguir con denominaciones atractivas cada uno de los principales destinos.
Así, desde 1887 la costa provenzal oriental, hasta entonces referida como Riviera de Niza o Riviera de Génova, fue poco a poco conocida con el nombre de Costa Azul, propuesto por el escritor Stéphen Liégeard, quien lo utilizó para el título de su obra Côte d'Azur, inspirándose en el vocablo heráldico «azur» ('azul').
Poco después, en 1894, la costa de Bretaña comprendida entre Cancale y el cabo Fréhel, cerca de Saint-Malo, se agrupó bajo la denominación de Côte d'Émeraude ('Costa Esmeralda') por iniciativa, esta vez, del abogado Eugène Herpin.
En 1905, el periodista y poeta Maurice Martin bautizó en un artículo las playas del Pays de Born como «Côte d’Argent», 'Costa de Plata', expresión inspirada en los reflejos plateados que presenta la superficie del Atlántico durante la salida y puesta del sol y que poco a poco será utilizada para denominar a la mayor parte del litoral aquitano. Su propuesta fue anunciada públicamente el 20 de marzo de 1905 en Mimizan, ante otros periodistas y personalidades locales.

## Localidades
De norte al sur:
Gironda
- Soulac-sur-Mer
- Vendays-Montalivet
- Hourtin
- Carcans
- Lacanau
- Le Porge
- Lège-Cap-Ferret
- Arcachón
- Pyla-sur-Mer

Landas
- Biscarrosse
- Mimizan
- Contis
- Lit-et-Mixe
- Vielle-Saint-Girons
- Moliets-et-Maa
- Messanges
- Vieux-Boucau-les-Bains
- Soustons
- Seignosse
- Soorts-Hossegor
- Capbreton
- Labenne
- Ondres
- Tarnos